# Post Tower
La Post Tower est le plus haut gratte-ciel de la ville de Bonn, en Allemagne. 
Elle se trouve au bord du Rhin, et un peu au sud du centre ville. 
Conçue par les architectes Murphy et Jahn et construite de 2000 à 2002 par la Werner Sobek Ing., elle est haute de 162,5 m et comporte 41 étages. C'est le plus haut gratte-ciel d'Allemagne en dehors de Francfort-sur-le-Main. 
Le locataire actuel de l'immeuble est la Deutsche Post. 
Elle est équipée d'un système de ventilation révolutionnaire dans le sens où, au lieu d'être équipée d'une gaine verticale centrale, ce sont des boîtiers de ventilation qui sont implantés à chaque étage, limitant ainsi les pertes d'air.

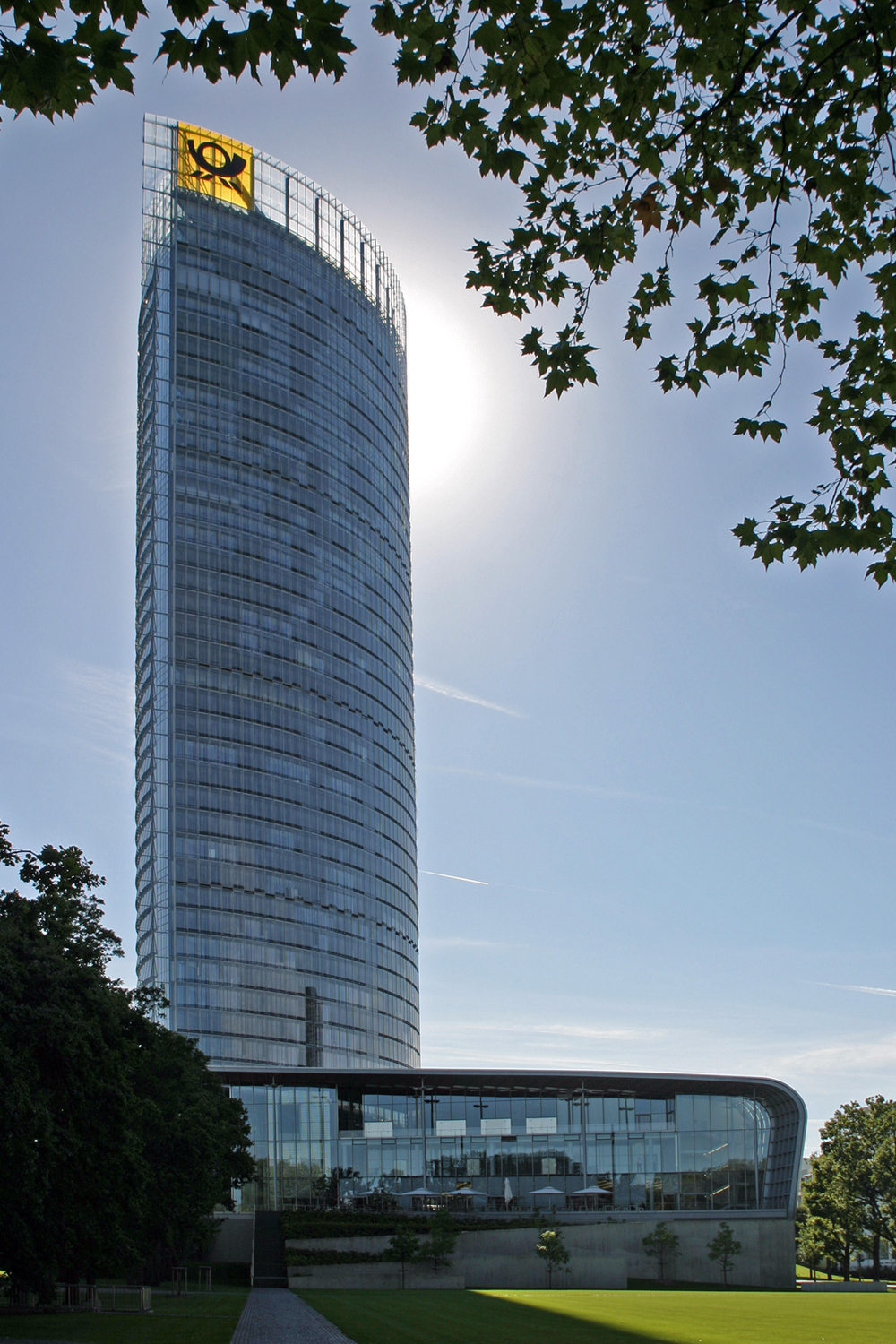
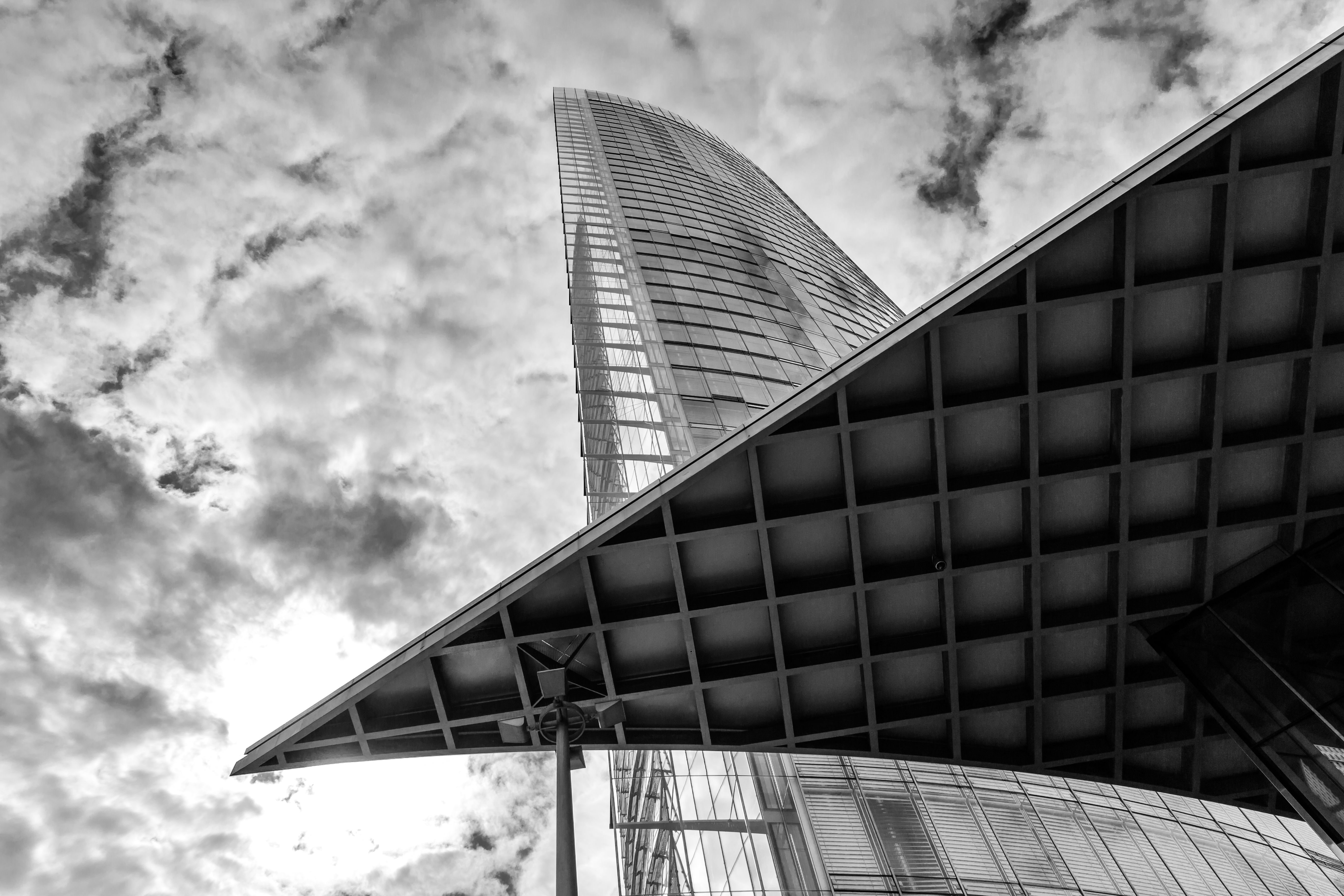
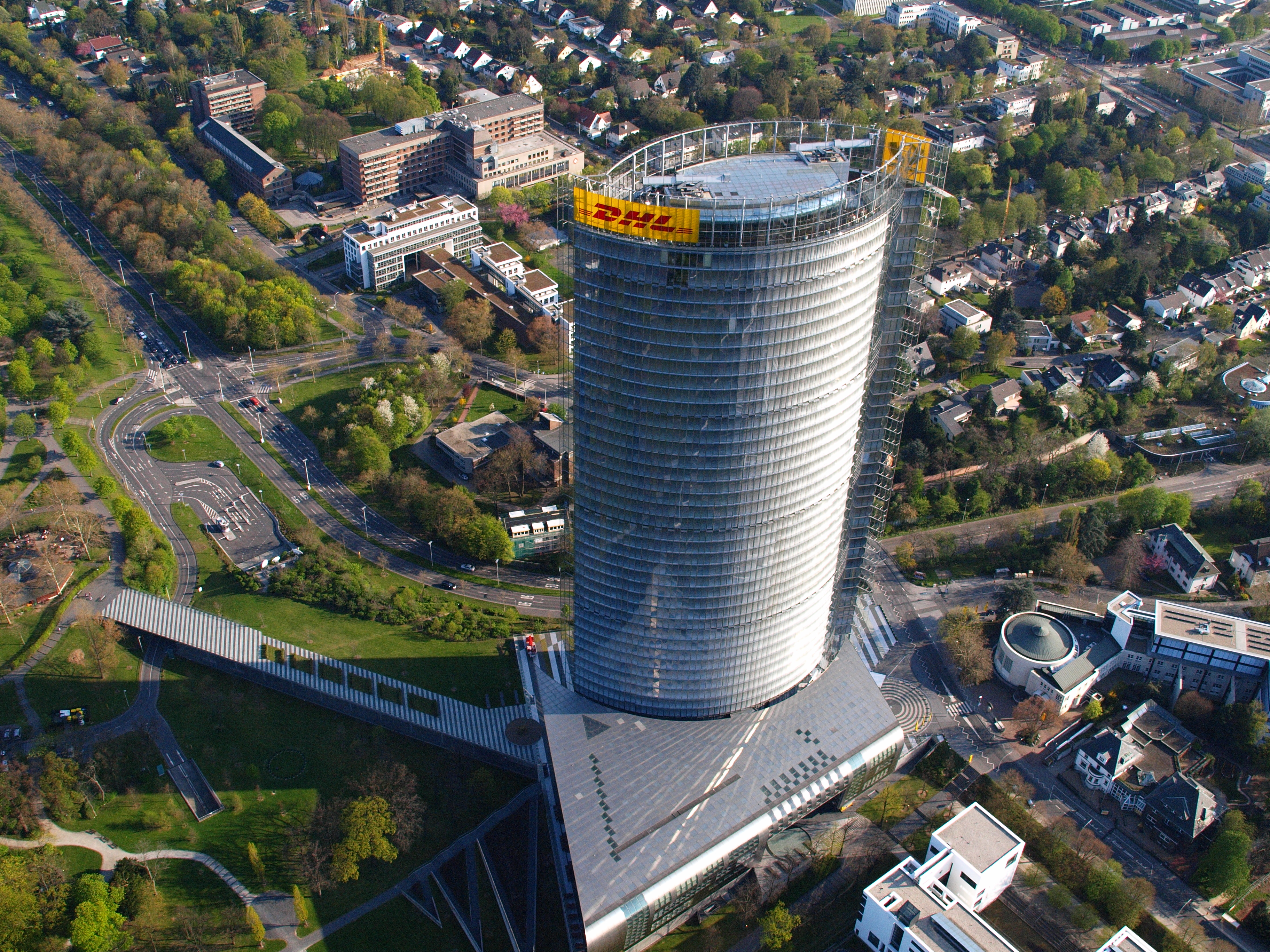
vue aérienne